# Christian Lamred
Christian Lamred (* 1980) ist ein deutscher Freestyle-Frisbee-Spieler und -funktionär, der für den SSC Karlsruhe antritt.

## Werdegang
Christian Lamred gewann 2006 bei der Europameisterschaft in Rom seinen ersten internationalen Titel in der Disziplin Coop gemeinsam mit Florian Hess und Antonio Cusma Piccione. Zusätzlich zu den Weltmeistertiteln war er von August 2017 bis August 2018 Weltranglistenerster.
Lamred ist 17-facher deutscher Meister Freestyle (11 Coop- und 6 Open Pairs-Titel).
Er ist beim Deutschen Frisbee-Sport-Verband (DFV) im Lehrteam aktiv.